# Financial Action Task Force
Financial Action Task Force (FATF, česky Finanční akční výbor, též pracovní skupina, doslovně komando) je mezinárodní mezivládní organizace, která je považována a obecně uznávána za světového zakladatele standardů a doporučení v oblasti AML/CFT.
Organizace byla založena z iniciativy zemí G7 k boji proti praní špinavých peněz. V roce 2001 byl její mandát rozšířen o problematiku financování terorismu.

## Struktura a činnost
FATF má 36 členů (včetně Evropské komise) a 8 přidružených členských uskupení, takže celkem je k dodržování FATF standardů zavázáno přes 180 jurisdikcí. Sekretariát FATF je umístěn v sídle OECD v Paříži.
Jednou z významných aktivit FATF je také vydávání seznamu vysoce rizikových a nespolupracujících jurisdikcí.

## Česká republika
ČR, stejně jako ostatní nové členské státy EU, není členem FATF, ale jednoho z osmi přidružených členských uskupení – konkrétně tzv. regionálního uskupení podle FATF: FATF-Style Regional Body (FSRB), což je výbor MONEYVAL při Radě Evropy.